# Влюблённый скорпион
«Влюбленный скорпион» (исп. Alacrán enamorado) — испанский фильм, экранизация одноимённого бестселлера Карлоса Бардема, старшего брата Хавьера Бардема.

## Сюжет
Главный герой фильма Хулиан (Алекс Гонсалес) является активным членом неонацистской группировки, регулярно занимается «зачистками» в городе, в ходе которых с отрядом отморозков ищет на улицах иммигрантов и гастарбайтеров. Занимаясь в боксёрском клубе Хулиан встречает Алису и заводит дружбу с Фрэнки — чернокожим спарринг-партнёром.

## В ролях
| Актёр          | Роль       |
| -------------- | ---------- |
| Хавьер Бардем  | Солис      |
| Карлос Бардем  | Карломонте |
| Алекс Гонсалес | Хулиан     |

## Премьера
- 12 апреля 2013 года — Испания
- 22 августа 2013 года — Россия